# 斯洛比德卡 (克拉斯諾庫特西克區)
49°58′0″N 35°3′35″E / 49.96667°N 35.05972°E
斯洛比德卡（烏克蘭語：Слобідка）是位於烏克蘭東部的村莊，由哈爾科夫州博霍杜希夫區的克拉斯諾庫特斯克市鎮負責管轄。該村始建於1650年，面積3.24平方公里，海拔高度115米，2001年人口493，人口密度每平方公里152.1人。